# Lateinschule (Bernau bei Berlin)

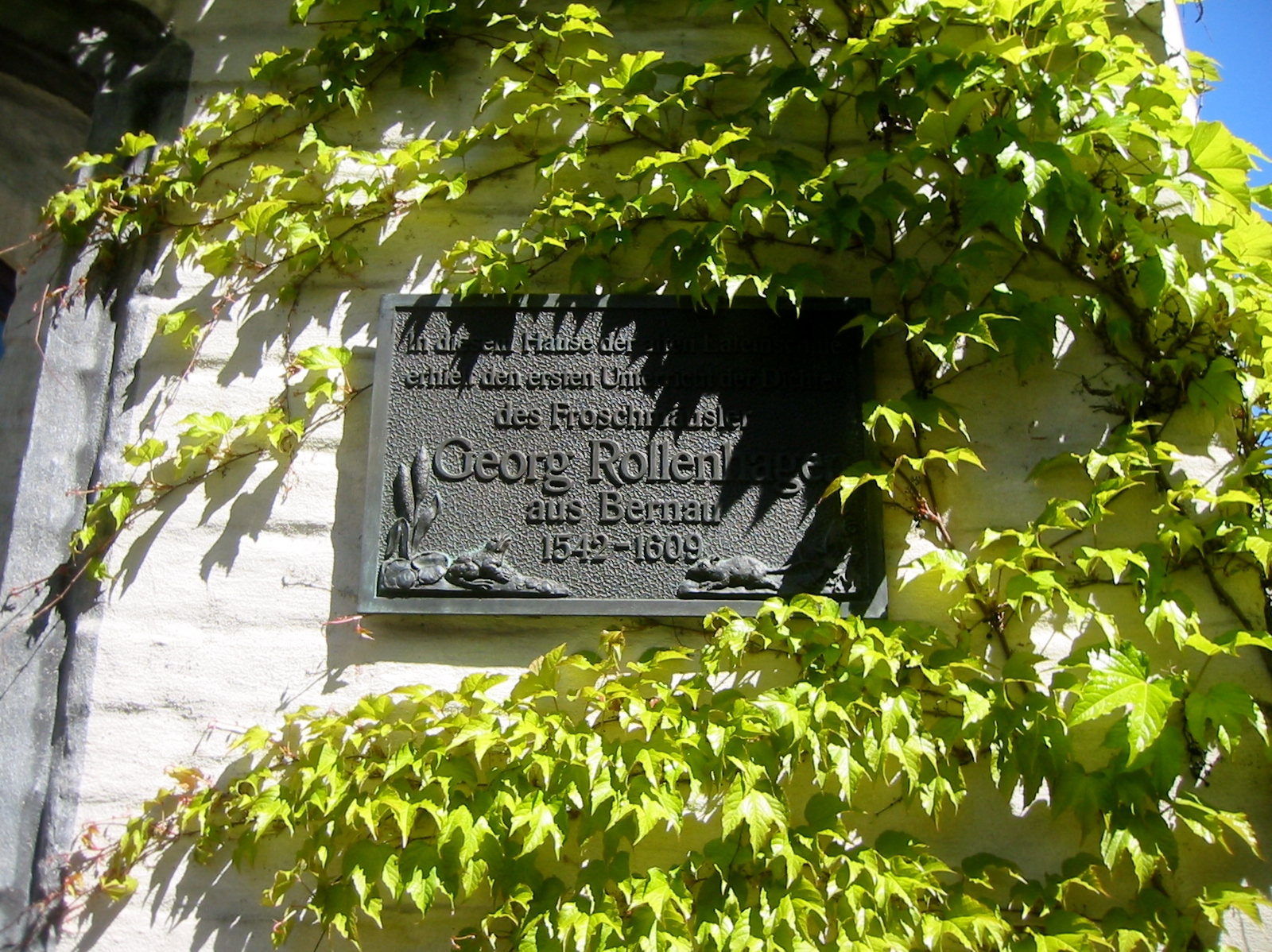
Gedenktafel für Georg Rollenhagen an der Schule

Die Lateinschule ist ein denkmalgeschütztes Gebäude aus dem 16. Jahrhundert in Bernau bei Berlin.
Der zweigeschossige, rechteckige Klinkerbau mit einem Walmdach entstand im 16. Jahrhundert und wurde zunächst als traditionelle Lateinschule genutzt. Hinter den 65 bis 90 Zentimeter starken Wänden wurden Jungen auf ihr Studium an einer Universität oder eine Tätigkeit als Geistlicher vorbereitet. Das Gebäude liegt in unmittelbarer Nähe zur evangelischen Stadtpfarrkirche St. Marien.
Bedeutende Schüler und Lehrer waren der Pädagoge und Wissenschaftler Paulus Praetorius sowie der Schriftsteller und Dramatiker Georg Rollenhagen. Ihm zu Ehren befindet sich eine Gedenktafel rechts neben dem Eingang.
Das Gebäude wurde von 1993 bis 1996 saniert.